# Xylosteus caucasicola
Xylosteus caucasicola är en skalbaggsart som beskrevs av Plavilstshikov 1936. Xylosteus caucasicola ingår i släktet Xylosteus och familjen långhorningar. Inga underarter finns listade i Catalogue of Life.